# Medicopter 117 – Jedes Leben zählt
Medicopter 117, punim nazivom Medicopter 117 – Jedes Leben zählt, televizijska je serija na njemačkom jeziku koju su emitirali RTL i ORF. Serija ima 81 epizodu u sedam sezona.
Medicopter 117 započeo je u Njemačkoj i Austriji 11. siječnja 1998. s pilot filmom Der Kronzeuge. Seriju je u Njemačkoj gledalo preko 6,67 milijuna ljudi. Završila je 2002. godine.

## TV kuće (po državama)
Serija Medicopter 117 – Jedes Leben zählt emitirana je na sljedećim TV kućama u sljedećim državama:
- Njemačka: RTL
- Austrija: ORF 1
- Mađarska: RTL Klub
- Češka: Prima televize
- Slovačka: Jednotka
- Poljska: TVN
- Ukrajina: NTN
- Litva: TV3
- Latvija: TV3
- Estonija: TV3
- Rusija: REN TV
- Rumunjska: AXN
- Bugarska: Diema
- Francuska: TF1
- Belgija: RTL – TVI
- Nizozemska: RTL4
- Španjolska: Cuatro
- Ujedinjeno Kraljevstvo: Channel 5
- Kanada: Séries+
- Iran: TV5.

## Vanjske poveznice
- Medicopter 117 – Jedes Leben zählt u internetskoj bazi filmova IMDb-a (engl.)